# Marathon de danse
Pour les articles homonymes, voir Marathon.

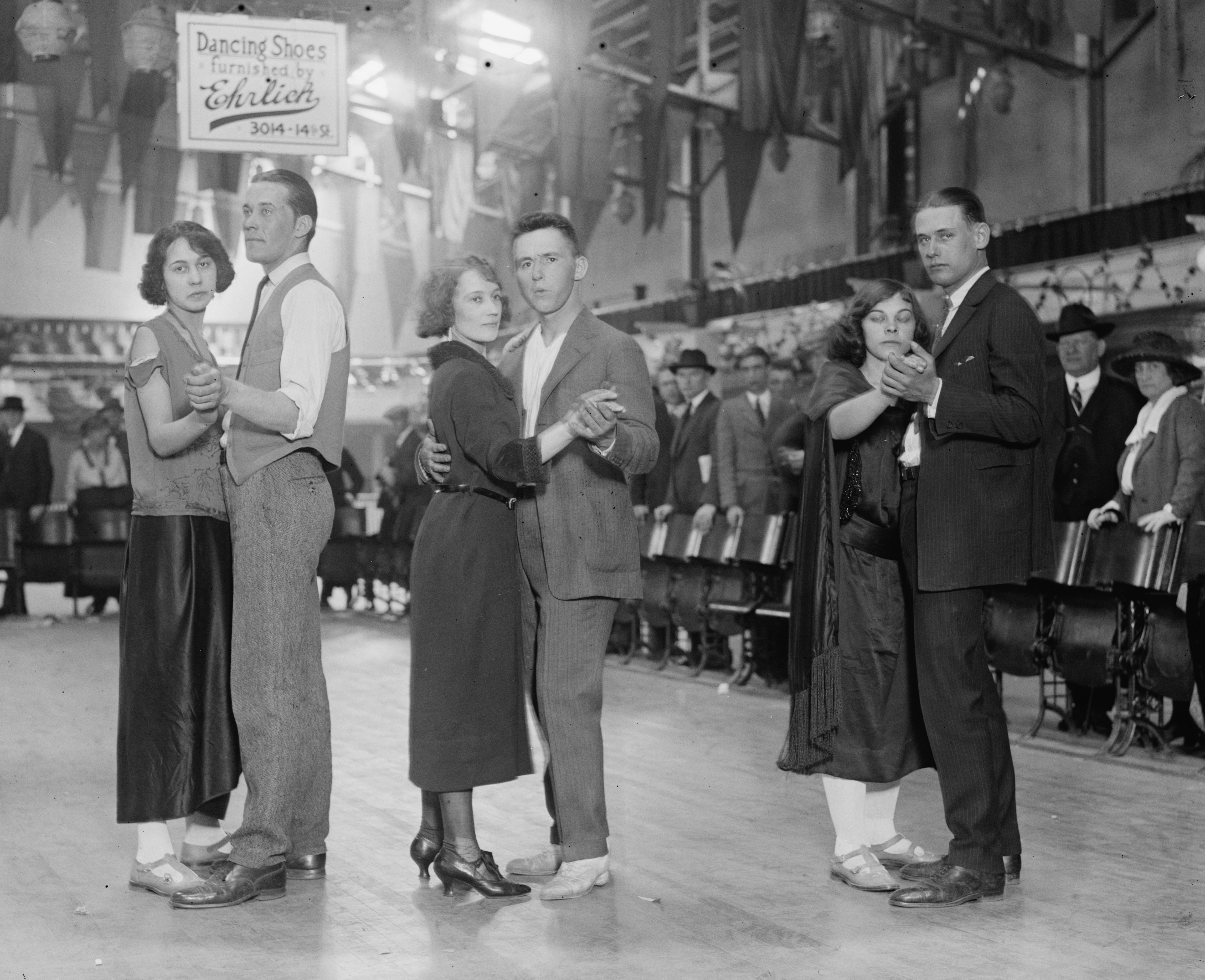
Marathon de danse, le 20 avril 1923

Un marathon de danse est une compétition au cours de laquelle des couples s'affrontent, le but étant que les deux partenaires dansent en continu le plus longtemps possible. 
Ayant commencé à se répandre aux États-Unis dans les années 1920, ce type de spectacle devient très fréquent lors de la Grande Dépression qui suit le krach de 1929. Les candidats, des amateurs auxquels peuvent se mêler des professionnels, dansent durant des jours et des jours, espérant empocher une récompense qui peut s'élever à plusieurs centaines de dollars, sans compter l'assurance, tant qu'ils tiennent bon, de repas chauds.

## Règles
Les règles varient selon les régions mais les participants n'ont généralement pas le droit de s'endormir, sinon lors des pauses de moins d'un quart d'heure ménagées toutes les heures et où les couples s'effondrent sur des couchettes sous les yeux du public. Certaines variantes autorisent un danseur à dormir tant qu'il reste en contact avec son partenaire, qui continue à danser en le supportant par exemple sur ses pointes de pieds. 
Ces marathons pouvant durer plusieurs semaines, voire plusieurs mois (22 semaines pour le plus long), des témoignages font état de danseurs qui mangent, lisent, se rasent, se lavent même, tout en dansant. Dans la pratique, surtout, les participants marchent pour limiter leurs efforts sans être éliminés, car un couple est disqualifié dès que les genoux de l'un des partenaires touche le sol. Mais de régulières périodes de "sprints" les obligent à repartir sur un rythme rapide, tandis que les pauses sont supprimées quand l'animateur du spectacle estime qu'il est temps d'éliminer ainsi des concurrents,.

## Conséquences sanitaires et protestations
Les participants souffrent de douleurs et de cloques aux pieds, d'entorses, de foulures, mais aussi, à cause du manque de sommeil, de troubles plus graves comme l'hystérie, le délire de persécution, voire le coma,. Leur acharnement à poursuivre s'explique, dans un contexte de crise économique sévère, par l'espoir de remporter le prix, 100 $ de 1930 équivalant à 1 927,95 $ en 2024 .
Divers groupes de pression s'opposent, mais pour d'autres raisons, aux marathons de danse : les propriétaires de salles de cinémas par exemple, qui perdent leurs clients pendant ce temps-là, ou certaines ligues religieuses, choquées par la façon dont les participants exténués s'agrippent l'un à l'autre pour ne pas tomber. Des associations féministes réagissent également, considérant comme inacceptable de laisser des femmes s'humilier devant une foule pour de l'argent.
À la fin des années 1930, les marathons de danse commencent à être interdits dans de nombreuses localités des États-Unis… tandis qu'ils font leur apparition en Europe, comme à Orléans, où trois couples vont tenir sur la piste du 21 novembre 1932 au 16 janvier 1933.

## Dans la culture
- Le film de l'ère Pré-Code Hard to Handle, réalisé en 1933 par Mervyn LeRoy autour des agissements d'un petit escroc durant la Grande Dépression, s'ouvre sur une longue séquence de marathon de danse, censé durer depuis 58 jours, pour une récompense de 1000 $.
- Un marathon de danse intervient dans le film La Traite des Blanches (La Tratta delle bianche) de Luigi Comencini, sorti en 1952 ; on y note le dialogue « - Ce sont des passionnés de danse. - Pas des passionnés, non. Des affamés ! »
- En 1969, Sydney Pollack consacre tout un film à ces marathons : On achève bien les chevaux, tiré du roman éponyme de Horace McCoy paru en 1935.
- Le livre Chevaux de souffrance publié en 2014 par Josseline et Serge Bertin, est un essai sur les marathons de danse en Europe entre 1933 et 1960.